# Ballarra drosera
Ballarra drosera is een hooiwagen uit de familie Neopilionidae. De wetenschappelijke naam van Ballarra drosera gaat terug op G. S. Hunt & J. C. Cokendolpher.